# Podkomisarz Brenda Johnson
Podkomisarz Brenda Johnson (ang. The Closer) – amerykański serial kryminalny, emitowany w latach 2005–2012 przez stację telewizyjną TNT (w Polsce od 2008 przez TVP2).
Akcja rozgrywa się w Los Angeles, a postacią tytułową jest 40-letnia atrakcyjna detektyw Brenda Leigh Johnson, która pracuje w jednostce policji zajmującej się szczególnie trudnymi przypadkami zabójstw. Wcześniej pracowała w Atlancie i została przeszkolona przez CIA. Brenda Leigh Johnson ma sporo własnych problemów, ale jest niezrównana w pracy dochodzeniowej. The Closer (dosłownie „zamykacz”) to ktoś, kto zamyka dochodzenie w danej sprawie. Serial był emitowany w Polsce przez stacje TVP2, 13 Ulica i TVN.

## Obsada
- Kyra Sedgwick – Brenda Johnson
- J.K. Simmons – Will Pope
- Corey Reynolds – David Gabriel
- Robert Gossett – Taylor
- G.W. Bailey – Provenza
- Jon Tenney – Agent Fritz Howard
- Anthony John Denison – Andy Flynn
- Michael Paul Chan – Mike Tao
- Phillip P. Keene – Buzz
- Raymond Cruz – Sanchez
- Gina Ravera – Daniels
- James Avery
- Conan McCarty – Ross
- Frances Sternhagen – Willie Ray Johnson
- Ryan Van de Kamp Buchanan
- Jonathan Del Arco – Dr. Morales
- Barry Corbin – Clay Johnson
- James Patrick Stuart – Martin Garnett
- Bob Clendenin – Terrence
- S. Epatha Merkerson – Dr. Rebecca Dioli
- French Stewart – Gary Evans
- William Daniels – Andrew Schmidt
- Douglas Sills – Dennis Dutton
- Michael Woods – FBI Agent Bill Blackburn
- Amy Hill – Franny
- Lorraine Toussaint – D.A. Powell
- Debra Mooney – Elaine Donahue
- Ray Wise – Tom Blanchard
- Michael Wiseman – Jonathan Schafer
- Paul Schulze – Richard Branch
- Sarah Brown – Kristen Shafer
- Bill Heck – Wesley Reed
- Jack Conley – FBI Agent Jackson
- James Carpinello – Larry Cole
- Megan Hilty – Michelle Edward
- Sterling Knight – Grady Reed
- John Prosky
- Brady Smith – McHale
- Anne Nahabedian – Ru'yah 'Rita' Fara
- Navid Negahban – Dr. al-Thani
- Lillian Lehman – Judge Tiano
- Eli Danker – Abdul al-Fulani
- Jeff Witzke – Brett
- Jennifer Aspen – Valerie Henry
- Joy Lauren – Angela Carter
- Scott Alan Smith – Geoffrey
- Jeff Austin – Pritchard
- Dominick Dunne
- Travis Johns
- Lisa Picotte – Cynthia Donahue
- Julia Di Angelo
- Kasey Wilson
- Steven Culp – Lucas Cordry
- Wiley M. Pickett
- Monica Louwerens
- Patrick Renna – Jeffrey
- Fredric Lehne – Eugene 'Topper' Barnes
- Michael Kostroff – Dr. Aaron Sands
- Larry King
- Loretta Sanchez
- Rikki Klieman
- Dmitri S. Boudrine – Voitski
- Trev Tommasi